# Niklas Lundström
Niklas Ernst Harry Lundström, född 10 januari 1993 i Värmdö, är en svensk professionell ishockeymålvakt som spelar för Odense Bulldogs i Superisligaen. Han spelade först för moderklubben Värmdö HC innan han anslöt till AIK, med vilka han gjorde seniordebut i Hockeyallsvenskan i slutet av 2009. Lundström tillhörde AIK fram till och med säsongen 2013/14 och spelade sporadiskt för klubbens A-lag både i Hockeyallsvenskan och i SHL. Under tiden i AIK blev han utlånad vid två tillfällen och representerade också Lindlövens IF i Hockeyettan samt IK Oskarshamn i Hockeyallsvenskan.
Lundström draftades i den femte rundan i 2011 års draft av St. Louis Blues som 132:a spelare totalt. Den 21 maj 2013 tecknade han ett avtal på ingångsnivå med Blues. Lundström lämnade Sverige inför säsongen 2014/15 och spelade därefter två år i Nordamerika. Han tillbringade båda dessa år med spel i farmarligorna AHL och ECHL, där han representerade fem olika klubbar: Chicago Wolves, Alaska Aces, Elmira Jackals, Bakersfield Condors och Norfolk Admirals.
Säsongen 2016/17 inledde Lundström med IF Björklöven i Hockeyallsvenskan, och avslutade den med Huddinge IK i Hockeyettan. Därefter spelade han under en säsong för den danska klubben Hvidovre IK i Superisligaen. 2018 skrev han ett avtal med HC Dukla Jihlava i den tjeckiska andradivisionen. I februari 2020 återvände han till Sverige och spelade sju matcher för HC Vita Hästen. Säsongen 2020/21 spelade han i SHL för Linköping HC. I oktober 2021 blev han utlånad till den österrikiska klubben Graz 99ers i ICEHL. I början av 2022 återvände han till AIK, med vilka han också tillbringade säsongen 2022/23. Säsongen 2023/24 spelade han för tre olika klubbar; BIK Karlskoga, IK Oskarshamn och Västerås IK. 2025 blev han dansk mästare med Odense Bulldogs.
I ungdoms- och juniorsammanhang har Lundström representerat Sverige både i JVM och U18-VM, där han tagit silver vid båda turneringarna.

## Karriär

### Klubblag

#### 2008–2016: AIK, Södertälje SK och spel i Nordamerika
Lundström påbörjade sin karriär som ishockeyspelare i moderklubben Värmdö HC, innan han senare anslöt till AIK. I AIK spelade han främst för klubbens ungdoms- och juniorlag. Säsongen 2008/09 vann han SM-guld med AIK J18 och tog ett SM-silver med AIK U16. Lundström gjorde seniordebut för AIK i Hockeyallsvenskan den 27 december 2009 då han bytte av Fredrik Holmgren vid ett 4–0-underläge mot Mora IK. Lundström spelade 33 minuter av matchen och räddade 16 av 17 skott. De följande säsongerna spelade Lundström sporadiskt med AIK:s A-lag. Klubben avancerade till Elitserien 2010 och Lundström fick göra debut i ligan den 28 december samma år då han bytte av Björn Bjurling efter 12:40 av första perioden. AIK förlorade mot HV71 med 8–2 och Lundström räddade 18 av 23 skott.
Under tiden i AIK blev Lundström också utlånad till Lindlövens IF i Hockeyettan och IK Oskarshamn i Hockeyallsvenskan. 2012/13 var den säsong som Lundström fick spela flest matcher med AIK A-lag då han medverkade vid 14 matcher i Elitserien. Den 7 maj 2013 tillkännagavs det att AIK lånat ut Lundström till Södertälje SK i Hockeyallsvenskan för säsongen 2013/14. Två veckor senare, den 21 maj, skrev Lundström ett treårsavtal med St. Louis Blues i NHL. Den följande säsongen spelade han 24 matcher för Södertälje, där han höll nollan vid ett tillfälle, och två matcher för AIK.
Sommaren 2011 hade Lundström blivit draftad av St. Louis Blues i den femte rundan som 132:e spelare totalt. Han anslöt till klubben inför säsongen 2014/15. I september 2014 meddelade Blues att man skickat ner Lundström till farmarklubben Chicago Wolves i AHL. Han lyckades dock inte ta någon plats i AHL heller, och spelade bara en match för Wolves, den 3 februari 2015, i en 3–2-förlust mot Rochester Americans. Istället tillbringade Lundström resten av säsongen med Alaska Aces i ECHL, med vilka han spelade 36 matcher. Under inledningen av säsongen 2015/16 spelade Lundström för Elmira Jackals i ECHL. I januari och februari 2016 spelade han fyra matcher för Wolves i AHL. Den 27 februari 2016 blev Lundström bortbytt från Blues till Edmonton Oilers, tillsammans med ett val i den femte rundan av NHL-draften 2016, mot Anders Nilsson. Han avslutade säsongen med spel i Bakersfield Condors och Norfolk Admirals i AHL respektive ECHL.

#### 2016–2024: Spel i Europa, återkomst till AIK

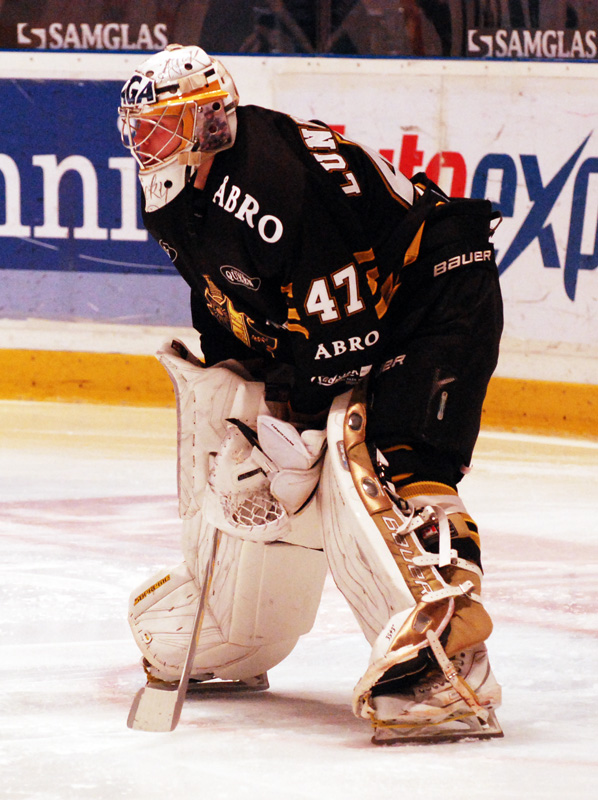
Lundström med AIK 2012.

Efter två säsonger i Nordamerika återvände Lundström till Sverige efter att ha tecknat ett ettårskontrakt med IF Björklöven i Hockeyallsvenskan. Den 9 januari 2017 bekräftade Björklöven att Lundström lämnat laget, men att han fortsatt var under kontrakt med klubben. Två dagar senare meddelades det att han lånats ut till Huddinge IK i Hockeyettan. I Huddinge blev Lundström snart lagets förstemålvakt och spelade kval till Hockeyallsvenskan i slutet av säsongen.
I slutet av juni 2017 meddelades det att Lundström åter lämnat Sverige, denna gång för spel med Hvidovre IK i den danska Metal Ligaen. Hvidovre slutade på sista plats i grundserien och vann endast 9 av 50 matcher under säsongen. Lundström spelade 43 matcher för klubben och höll nollan vid ett tillfälle. Den 1 augusti 2018 meddelades det att Lundström skrivit ett try out-avtal med HC Dukla Jihlava i den tjeckiska andradivisionen. Den 27 februari 2019 förlängde Lundström sitt avtal med Jihlava med ytterligare en säsong.
Den 9 februari 2020 bekräftades det att Lundström återvänt till Sverige då han skrivit ett avtal för återstoden av säsongen med HC Vita Hästen i Hockeyallsvenskan. Lundström spelade sex matcher för Hästen i slutskedet av grundserien och höll nollan vid hälften av dessa matcher. Den 4 maj 2020 meddelade Linköping HC i SHL att man skrivit ett ettårsavtal med Lundström, med option på ytterligare en säsong. Lundström värvades till klubben som backup till Jonas Gustavsson, som strax före seriestarten av säsongen 2020/21 meddelade att han tagit en time out från ishockeyn. Detta gjorde att Lundström plötsligt var Linköpings förstaval som målvakt. Han spelade i totalt 35 grundseriematcher och höll nollan för första gången i SHL-sammanhang den 8 december 2020 i en 2–0-seger mot HV71, där han räddade samtliga 21 skott.
I september 2021 meddelades det att Lundström skrivit ett korttidslåneavtal under försäsongen med Modo Hockey i Hockeyallsvenskan. Den 11 oktober samma år bekräftades det att Lundström skrivit ett avtal på två månader med den österrikiska klubben Graz 99ers. Han spelade totalt 17 matcher för klubben och höll nollan vid tre av dessa matcher.
Den 15 februari 2022 bekräftades det att Lundström återvänt till AIK i Hockeyallsvenskan, med vilka han avslutade säsongen 2021/22. Han spelade åtta matcher för klubben och höll nollan vid ett tillfälle. Efter säsongens slut, den 27 juli samma år, tillkännagavs det att Lundström förlängt sitt avtal med klubben med en säsong (med option på ytterligare ett år). Säsongen 2022/23 delade Lundström målvaktsjobbet i AIK med Claes Endre. Lundström höll nollan i två matcher och AIK var det sista laget att ta sig till Hockeyallsvenskans slutspel då man slutade på tionde plats i tabellen. Lundström var därefter AIK:s förstaval som målvakt och han spelade samtliga efterföljande åtta matcher. AIK slog ut Almtuna IS i play in, innan man själva besegrades i kvartsfinalserien av Modo Hockey med 4–2 i matcher. Lundström lämnade AIK efter säsongen 22/23.
Efter att ha stått kontraktslös under sommaren och inledningen av säsongen 2023/24 skrev Lundström ett ettårsavtal med BIK Karlskoga i Hockeyallsvenskan den 26 oktober 2023. Lundströms sejour i klubben blev kort och han spelade totalt sju matcher för klubben. I slutet av december 2023 stod det klart att han lämnat Karlskoga då han skrivit ett korttidsavtal och återvänt till IK Oskarshamn i SHL. Han spelade endast två matcher för Oskarshamn och i februari 2024 stod det klart att Lundström skrivit ett kontrakt med Västerås IK för återstoden av säsongen.

#### 2024–idag: Odense Bulldogs och dansk mästare
Likt föregående säsong gick Lundström utan kontrakt i inledningen av 2024/25. Den 4 december 2024 bekräftades det dock att han skrivit ett avtal med den danska klubben Odense Bulldogs i Superisligaen. I grundserien höll han nollan vid två tillfällen på 22 spelade matcher. Laget slutade på andraplats i grundserien och tog sig därefter till final i det följande slutspelet. Väl där besegrades Herning Blue Fox med 4–1 i matcher och Lundström vann därmed ett danskt guld. Den 28 juli 2028 stod det klart att Lundström förlängt sitt avtal med Bulldogs med ytterligare en säsong.

### Landslag
Lundström blev uttagen att spela U18-VM 2011 i Tyskland. Sverige föll i den inledande matchen, men vann ändå gruppen och var kvalificerat för semifinalspel. I semifinal vände laget ett 0–1-underläge till seger med 3–1 mot Ryssland. Sverige ställdes sedan mot USA i finalen. Man tappade en 3–1-ledning till 3–3 i den sista perioden och i övertidsspelet avgjorde USA till 3–4. Lundström spelade samtliga matcher och hade bäst genomsnitt på insläppta mål per match (2.14) i turneringen.
2013 blev Lundström uttagen till JVM 2013 i Ryssland. Sverige gick obesegrade fram till finalen, där man dock föll mot USA med 1–3. I gruppspelet hade Joel Lassinantti fått starta i tre av Sveriges fyra matcher, men i semifinalen och finalen stod Lundström. På fyra spelade matcher höll han nollan i en. 

## Statistik

### Klubblag
M = Matcher; V = Vinster; F = Förluster; O = Oavgjorda; MIN = Spelade minuter; IM = Insläppta Mål; R = Antal räddningar; N = Hållit nollan; GIM = Genomsnitt insläppta mål per match; R% = Räddningsprocent
| 2009–10                  | AIK                      | HA                       | 1  | —  | —  | — | 33    | 1   | 16    | 0 | 1.79 | 94.1 | —  | — | — | — | —   | —  | —   | — | —    | —    |
| 2010–11                  | AIK                      | Elitserien               | 1  | —  | —  | — | 47    | 5   | 18    | 0 | 6.34 | 78.2 | —  | — | — | — | —   | —  | —   | — | —    | —    |
| 2010–11                  | Lindlövens IF            | Div. 1                   | 2  | —  | —  | — | 128   | 5   | 80    | 0 | 1.79 | 94.1 | —  | — | — | — | —   | —  | —   | — | —    | —    |
| 2011–12                  | AIK                      | Elitserien               | 2  | —  | —  | — | 120   | 3   | 68    | 0 | 1.50 | 95.7 | —  | — | — | — | —   | —  | —   | — | —    | —    |
| 2011–12                  | IK Oskarshamn            | HA                       | 3  | —  | —  | — | 185   | 7   | 67    | 0 | 2.27 | 90.5 | —  | — | — | — | —   | —  | —   | — | —    | —    |
| 2012–13                  | AIK                      | Elitserien               | 14 | 3  | 9  | 0 | 754   | 39  | 357   | 0 | 3.10 | 90.1 | —  | — | — | — | —   | —  | —   | — | —    | —    |
| 2013–14                  | AIK                      | SHL                      | 2  | 0  | 1  | 0 | 82    | 6   | 42    | 0 | 4.39 | 87.5 | —  | — | — | — | —   | —  | —   | — | —    | —    |
| 2013–14                  | Södertälje SK            | HA                       | 24 | 7  | 14 | 0 | 1 302 | 62  | 528   | 1 | 2.86 | 89.4 | —  | — | — | — | —   | —  | —   | — | —    | —    |
| 2014–15                  | Chicago Wolves           | AHL                      | 1  | 0  | 0  | 0 | 14    | 0   | 6     | 0 | 0.00 | 100  | —  | — | — | — | —   | —  | —   | — | —    | —    |
| 2014–15                  | Alaska Aces              | ECHL                     | 36 | 17 | 16 | 2 | 1 985 | 101 | 863   | 0 | 3.05 | 89.5 | —  | — | — | — | —   | —  | —   | — | —    | —    |
| 2015–16                  | Chicago Wolves           | AHL                      | 4  | 1  | 1  | 0 | 153   | 7   | 64    | 0 | 2.75 | 90.1 | —  | — | — | — | —   | —  | —   | — | —    | —    |
| 2015–16                  | Elmira Jackals           | ECHL                     | 13 | 8  | 3  | 0 | 657   | 32  | 417   | 1 | 2.92 | 92.9 | —  | — | — | — | —   | —  | —   | — | —    | —    |
| 2015–16                  | Bakersfield Condors      | AHL                      | 4  | 1  | 1  | 2 | 246   | 16  | 109   | 0 | 3.90 | 87.2 | —  | — | — | — | —   | —  | —   | — | —    | —    |
| 2015–16                  | Norfolk Admirals         | ECHL                     | 1  | 0  | 1  | 0 | 60    | 6   | 20    | 0 | 6.00 | 76.9 | —  | — | — | — | —   | —  | —   | — | —    | —    |
| 2016–17                  | IF Björklöven            | HA                       | 11 | 3  | 7  | 0 | 630   | 41  | 249   | 0 | 3.91 | 85.8 | —  | — | — | — | —   | —  | —   | — | —    | —    |
| 2016–17                  | Huddinge IK              | Div. 1                   | 8  | 5  | 0  | 3 | 488   | 17  | 180   | 0 | 2.09 | 91.4 | 11 | 4 | 3 | 3 | 636 | 24 | 299 | 0 | 2.07 | 93.1 |
| 2017–18                  | Hvidovre IK              | Superisligaen            | 43 | —  | —  | — | 2 530 | —   | —     | 1 | 3.32 | 90.1 | —  | — | — | — | —   | —  | —   | — | —    | —    |
| 2018–19                  | HC Dukla Jihlava         | 1.Liga                   | 28 | —  | —  | — | 1 308 | —   | —     | 2 | 1.97 | 92.2 | 6  | — | — | — | 311 | —  | —   | 0 | 3.28 | 86.1 |
| 2019–20                  | HC Dukla Jihlava         | 1.Liga                   | 8  | —  | —  | — | 473   | —   | —     | 1 | 2.16 | 92.1 | —  | — | — | — | —   | —  | —   | — | —    | —    |
| 2019–20                  | HC Vita Hästen           | HA                       | 6  | 5  | 1  | 0 | 359   | 8   | 186   | 3 | 1.34 | 95.9 | 1  | 0 | 1 | 0 | 58  | 4  | 29  | 0 | 4.13 | 87.9 |
| 2020–21                  | Linköping HC             | SHL                      | 35 | 10 | 21 | 3 | 1 930 | 97  | 765   | 1 | 3.02 | 88.7 | —  | — | — | — | —   | —  | —   | — | —    | —    |
| 2021–22                  | Graz 99ers               | ICEHL                    | 17 | 9  | 7  | 0 | 937   | 39  | 416   | 3 | 2.50 | 91.4 | —  | — | — | — | —   | —  | —   | — | —    | —    |
| 2021–22                  | AIK                      | HA                       | 6  | 2  | 2  | 0 | 265   | 7   | 122   | 1 | 1.58 | 94.6 | 2  | 0 | 1 | 0 | 106 | 5  | 51  | 0 | 2.81 | 91.1 |
| 2022–23                  | AIK                      | HA                       | 32 | 10 | 14 | 0 | 1 658 | 77  | 687   | 2 | 2.79 | 89.9 | 8  | 4 | 4 | 0 | 453 | 25 | 172 | 0 | 3.31 | 87.3 |
| 2023–24                  | BIK Karlskoga            | HA                       | 7  | 3  | 3  | 0 | 369   | 19  | 166   | 0 | 3.09 | 89.7 | —  | — | — | — | —   | —  | —   | — | —    | —    |
| 2023–24                  | IK Oskarshamn            | SHL                      | 2  | 0  | 2  | 0 | 122   | 8   | 46    | 0 | 3.94 | 85.2 | —  | — | — | — | —   | —  | —   | — | —    | —    |
| 2023–24                  | Västerås IK              | HA                       | 4  | 0  | 4  | 0 | 242   | 14  | 95    | 0 | 3.48 | 87.2 | —  | — | — | — | —   | —  | —   | — | —    | —    |
| 2024–25                  | Odense Bulldogs          | Superisligaen            | 22 | 14 | 8  | 0 | 1 312 | 50  | 562   | 2 | 2.29 | 91.9 | 14 | 9 | 4 | 0 | 847 | 40 | 356 | 1 | 2.83 | 89.9 |
| Hockeyallsvenskan totalt | Hockeyallsvenskan totalt | Hockeyallsvenskan totalt | 94 | 30 | 45 | 0 | 5 043 | 236 | 2 116 | 7 | 2.80 | 89.9 | 11 | 4 | 6 | 0 | 617 | 34 | 201 | 0 | 3.31 | 85.5 |
| SHL totalt               | SHL totalt               | SHL totalt               | 55 | 13 | 33 | 3 | 3 008 | 153 | 1 278 | 1 | 3.05 | 89.3 | —  | — | — | — | —   | —  | —   | — | —    | —    |

### Internationellt
| År            | Lag           | Turnering     |    | M | V | F | O   | MIN | IM  | R | N    | GIM  | R% |
| ------------- | ------------- | ------------- | -- | - | - | - | --- | --- | --- | - | ---- | ---- | -- |
| 2011          | Sverige       | U18-VM        | 6  | 4 | 2 | 0 | 365 | 13  | 133 | 0 | 2.14 | 91.1 |    |
| 2013          | Sverige       | JVM           | 4  | 1 | 1 | 1 | 224 | 6   | 101 | 0 | 1.60 | 94.4 |    |
| Junior totalt | Junior totalt | Junior totalt | 10 | 5 | 3 | 1 | 589 | 19  | 234 | 0 | 1.93 | 92.5 |    |